# Светско првенство у хокеју на леду 1958.
Светско првенство у хокеју на леду 1958. било је 25. по реду такмичењу за наслов титуле светског првака у хокеју на леду одрганизовано под окриљем Светске хокејашке федерације (ИИХФ). Турнир се одржавао од 28. фебруара до 9. марта 1958. у Ослу, главном граду Норвешке. Био је то тек други пут да је Норвешка организовала светско првенство у хокеју, први пут после турнира ЗОИ 1952. године.
На такмичењу је, баш као и годину дана раније, учествовало 8 екипа, а играло се по једнокружном бод систему свако са сваким у 7 кола. Титулу светског првака, своју 17. по реду, убедљиво је освојила селекција Канаде за коју су на овом првенству играли играчи аматерске екипе Витби данлопси из града Витбија у Онтарију. Сребро је освојила селекција Совјетског Савеза, док је бронзана медаља припала браниоцима титуле од прошле године, селекцији Шведске.
Најефикаснији играч првенства био је нападач канадског тима Кони Броден са учинком од 19 поена (12 голова и 7 асистенција). На укупно одиграних 28 утакмица постигнуто је 257 голова, или у просеку 9,18 голова по утакмици. Све утакмице у просеку је посматрало око 2.635 гледалаца (укупно 73.786 гледалаца).

## Учесници турнира
На првенству је учествовало свега 8 екипа.
| - Норвешка - Сједињене Државе - Канада - Пољска | - Совјетски Савез - Финска - Чехословачка - Шведска |

## Резултати
Турнир се играо по једнокружном бод систему у седам кола, а коначан поредак одређен је на основу укупног броја бодова.
| #  | Репрезентација   | Ут | П | Нер | И | ГД | ГП | ГР  | Бод |
| -- | ---------------- | -- | - | --- | - | -- | -- | --- | --- |
| 1. | Канада           | 7  | 7 | 0   | 0 | 82 | 6  | +76 | 14  |
| 2. | Совјетски Савез  | 7  | 5 | 1   | 1 | 44 | 15 | +29 | 11  |
| 3. | Шведска          | 7  | 5 | 0   | 2 | 46 | 22 | +24 | 10  |
| 4. | Чехословачка     | 7  | 3 | 2   | 2 | 21 | 21 | 0   | 8   |
| 5. | Сједињене Државе | 7  | 3 | 1   | 3 | 29 | 33 | -4  | 7   |
| 6. | Финска           | 7  | 1 | 1   | 5 | 9  | 51 | -42 | 3   |
| 7. | Норвешка         | 7  | 1 | 0   | 6 | 12 | 44 | -32 | 2   |
| 8. | Пољска           | 7  | 0 | 1   | 6 | 14 | 65 | -51 | 1   |

| 28. фебруар 1958. | Осло | Сједињене Државе | 12 : 4 | Пољска           |  | (4:2, 2:0, 6:2)  |
| 28. фебруар 1958. | Осло | Чехословачка     | 5 : 1  | Финска           |  | (2:0, 2:0, 1:1)  |
| 28. фебруар 1958. | Осло | Норвешка         | 0 : 9  | Шведска          |  | (0:0, 0:5, 0:4)  |
|                   |      |                  |        |                  |  |                  |
| 1. март 1958.     | Осло | Шведска          | 5 : 2  | Финска           |  | (0:1, 2:0, 3:1)  |
| 1. март 1958.     | Осло | Норвешка         | 2 : 10 | Совјетски Савез  |  | (0:1, 1:5, 1:4)  |
| 1. март 1958.     | Осло | Канада           | 14 : 1 | Пољска           |  | (8:1, 1:0, 5:0)  |
|                   |      |                  |        |                  |  |                  |
| 2. март 1958.     | Осло | Совјетски Савез  | 10 : 0 | Финска           |  | (5:0, 1:0, 4:0)  |
| 2. март 1958.     | Осло | Норвешка         | 0 : 12 | Канада           |  | (0:4, 0:6, 0:2)  |
|                   |      |                  |        |                  |  |                  |
| 3. март 1958.     | Осло | Чехословачка     | 7 : 1  | Пољска           |  | (4:0, 2:0, 1:1)  |
| 3. март 1958.     | Осло | Канада           | 24 : 0 | Финска           |  | (7:0, 7:0, 10:0) |
|                   |      |                  |        |                  |  |                  |
| 4. март 1958.     | Осло | Совјетски Савез  | 4 : 4  | Чехословачка     |  | (3:1, 0:2, 1:1)  |
| 4. март 1958.     | Осло | Шведска          | 8 : 3  | Сједињене Државе |  | (3:2, 1:0, 4:1)  |
|                   |      |                  |        |                  |  |                  |
| 5. март 1958.     | Осло | Норвешка         | 1 : 6  | Сједињене Државе |  | (1:1, 0:2, 0:3)  |
| 5. март 1958.     | Осло | Финска           | 2 : 2  | Пољска           |  | (0:1, 0:1, 2:0)  |
|                   |      |                  |        |                  |  |                  |
| 6. март 1958.     | Осло | Канада           | 10 : 2 | Шведска          |  | (6:0, 1:1, 3:1)  |
| 6. март 1958.     | Осло | Чехословачка     | 2 : 2  | Сједињене Државе |  | (1:0, 1:1, 0:1)  |
| 6. март 1958.     | Осло | Совјетски Савез  | 10 : 1 | Пољска           |  | (3:0, 5:1, 2:0)  |
| 6. март 1958.     | Осло | Норвешка         | 1 : 2  | Финска           |  | (0:0, 1:0, 0:2)  |
|                   |      |                  |        |                  |  |                  |
| 7. март 1958.     | Осло | Канада           | 6 : 0  | Чехословачка     |  | (2:0, 0:0, 4:0)  |
| 7. март 1958.     | Осло | Шведска          | 12 : 2 | Пољска           |  | (2:1, 6:1, 4:0)  |
| 7. март 1958.     | Осло | Совјетски Савез  | 4 : 1  | Сједињене Државе |  | (1:0, 2:0, 1:1)  |
|                   |      |                  |        |                  |  |                  |
| 8. март 1958.     | Осло | Норвешка         | 0 : 2  | Чехословачка     |  | (0:1, 0:1, 0:0)  |
| 8. март 1958.     | Осло | Совјетски Савез  | 4 : 3  | Шведска          |  | (1:0, 2:2, 1:1)  |
| 8. март 1958.     | Осло | Канада           | 12 : 1 | Сједињене Државе |  | (4:0, 2:0, 6:1)  |
|                   |      |                  |        |                  |  |                  |
| 9. март 1958.     | Осло | Сједињене Државе | 4 : 2  | Финска           |  | (2:0, 1:1, 1:1)  |
| 9. март 1958.     | Осло | Шведска          | 7 : 1  | Чехословачка     |  | (2:1, 3:0, 2:0)  |
| 9. март 1958.     | Осло | Норвешка         | 8 : 3  | Пољска           |  | (1:1, 3:2, 4:0)  |
| 9. март 1958.     | Осло | Канада           | 4 : 2  | Совјетски Савез  |  | (0:1, 1:0, 3:1)  |

## Појединачна признања
- Одлуком директората турнира за најбоље појединце проглашени су:
  - Најбољи голман:  Владимир Надрхал
  - Најбољи одбрамбени играча:  Иван Трегубов
  - Најбољи нападач:  Чарли Бурнс

## Титуле
| Победник Светског првенства 1958. |
| Канада 17. титула                 |

| Победник Европског првенства 1958. |
| Совјетски Савез 4. титула          |